# Montegridolfo
Montegridolfo é uma comuna italiana da região da Emília-Romanha, província de Rimini, com cerca de 930 habitantes. Estende-se por uma área de 6 km², tendo uma densidade populacional de 155 hab/km². Faz fronteira com Mondaino, Saludecio, Sant'Angelo in Lizzola (PU), Tavullia (PU).
Faz parte da rede das Aldeias mais bonitas de Itália.

## Demografia
| Variação demográfica do município entre 1861 e 2011                               |
|                                                                                   |
| Fonte: Istituto Nazionale di Statistica (ISTAT) - Elaboração gráfica da Wikipedia |